# Yang Dingxin
Yang Dingxin (杨鼎新S, Yáng DǐngxīnP; 19 ottobre 1998) è un goista cinese di grado 9 dan.

## Biografia
Yang Dingxin è nato nel 1998 a Zhengzhou, nello Henan. Da piccolo ha vissuto a Bingcha, nella contea di Rudong, a Nantong, nello Jiangsu, e a Zhengzhou, per poi trasferirsi a Pechino all'età di 6 anni. Suo padre, un giocatore di Go amatoriale, lo ha introdotto al Go all'età di 5 anni. Ha ottenuto lo status di professionista attraverso il torneo di qualificazione nel 2008, quando aveva 9 anni e 9 mesi, battendo il record di più giovane giocatore di Go professionista.
Nel 2012 ha vinto la dodicesima edizione della Coppa Ricoh all'età di 13 anni e 6 mesi, battendo il record di giocatore più giovane ad aver vinto un torneo professionistico cinese. Ha vinto anche la Coppa Weifu Fangkai nel 2013 e la Coppa Changqi nel 2014; sempre nel 2014 è arrivato secondo nella Coppa Limin.
È stato il vincitore del Qiwang Sudorientale nel 2016 e di nuovo nel 2017.
Nel 2019 ha vinto la 23ª edizione della LG Cup, il suo primo campionato internazionale, sconfiggendo in finale il connazionale Shi Yue per 2-1. Per questa vittoria è stato promosso a 9 dan. Ha raggiunto anche la finale della competizione internazionale Samsung Fire Cup, ma è stato sconfitto dal connazionale Tang Weixing.
Ha vinto sette partite consecutive per la Cina nella Nongshim Cup (2019-2020); all'ottava partita è stato eliminato dal giapponese Iyama Yuta, ma la Cina ha poi vinto il torneo.
Nel 2020 ha vinto il Tianyuan. Nel 2021 ha perso la Quzhou-Lanke Cup, ha vinto per la terza volta il Qiwang Sudorientale, ma non è riuscito a difendere il Tianyuan contro Gu Zihao, contro cui ha perso anche nella finale della Coppa Changqi.
Nel 2022 ha perso la finale della LG Cup contro il sudcoreano Shin Jin-seo.
Il 21 dicembre 2022, Li Xuanhao ha sconfitto Shin Jin-seo nelle semifinali della 14ª edizione della Chunlan Cup; il giorno successivo Yang, che era stato sconfitto da Li nei quarti, ha accusato il connazionale di aver barato; il 30 dicembre, l'Associazione cinese di go ha dichiarato che non c'erano prove che Li Xuanhao avesse violato i regolamenti o imbrogliato, e ha deciso di sospendere Yang Dingxin da tutte le competizioni individuali. Questo ha comportato l'esclusione di Yang dal Quzhou-Lanke Cup World Go Open, per il quale era stato selezionato come uno dei rappresentanti cinesi, ma non la disputa della finale della LG Cup.
Nel 2023 Yang è arrivato di nuovo in finale della LG Cup, ma ha perso contro il connazionale Ding Hao. Yang è stato selezionato nella rappresentativa cinese ai XIX Giochi asiatici, dove compete nella gara maschile a squadre e nella gara maschile individuale: nella seconda ha superato il torneo preliminare (sconfitta contro il sudcoreano Shin Jin-seo, vittorie contro il taiwanese Xu Haohong e il giapponese Shibano Toramaru), accedendo ai quarti di finale, dove è stato eliminato dal giapponese Ichiriki Ryo. Nel torneo a squadre, che Yang ha disputato insieme a Li Qincheng, Zhao Chenyu, Mi Yuting, Ke Jie e Yang Kaiwen, la Cina è arrivata seconda nel torneo preliminare, con cinque vittorie e una sconfitta, contro la Corea del Sud; Yang ha vinto tre incontri, incluso quello contro il taiwanese Wang Yuanjun, e ne ha perso uno, contro il sudcoreano Park Jung-hwan. In semifinale la Cina ha sconfitto per 4-1 Taiwan: Yang ha sconfitto nuovamente Wang Yuanjun. Nella finale per la medaglia d'oro tra Cina e Corea del Sud, Yang ha perso contro Shin Jin-seo; la Corea del Sud ha vinto 4-1 e la Cina ha conquistato la medaglia d'argento. A ottobre ha vinto la ventiquattresima edizione della Coppa Ahan Tongshan, sconfiggendo in finale Gu Zihao.
A marzo 2024 ha vinto la Agon Cup Cina-Giappone sconfiggendo il giapponese Ichiriki Ryo.

## Palmarès
| Nazionali                | Nazionali            | Nazionali      |
| Torneo                   | Vittorie             | Finalista      |
| ------------------------ | -------------------- | -------------- |
| Quzhou-Lanke Cup         |                      | 1 (2021)       |
| Coppa Changqi            | 1 (2014)             | 1 (2021)       |
| Tianyuan                 | 1 (2020)             | 1 (2021)       |
| Qiwang Sudorientale      | 3 (2016, 2017, 2021) |                |
| Coppa Weifu Fangkai      | 1 (2013)             |                |
| Campionato cinese di Go  |                      | 1 (2013)       |
| Coppa Ricoh              | 1 (2012)             |                |
| Coppa Ahan Tongshan      | 1 (2023)             |                |
| Totale                   | 8                    | 4              |
| Internazionali           |                      |                |
| LG Cup                   | 1 (2019)             | 2 (2022, 2023) |
| Samsung Fire Cup         |                      | 1 (2019)       |
| Coppa Limin              |                      | 1 (2014)       |
| Agon Cup Cina-Giappone   | 1 (2024)             |                |
| Nongshim Cup (a squadre) | 1 (2020)             | 1 (2021)       |
| Totale                   | 3                    | 4              |
| Totale in carriera       |                      |                |
| Totale                   | 11                   | 8              |